# Villâdivâdyam
Le villâdivâdyam est un instrument de musique de l'Inde. C'est un idiophone composite formé d'un arc musical, d'un résonateur idiophone, et de petites cloches ou grelots annexes. Il est utilisé dans la musique kéralaise et tamoule dédiée aux rituels hindous.
Il ne faut pas le confondre avec l'arc musical simple, le villu.

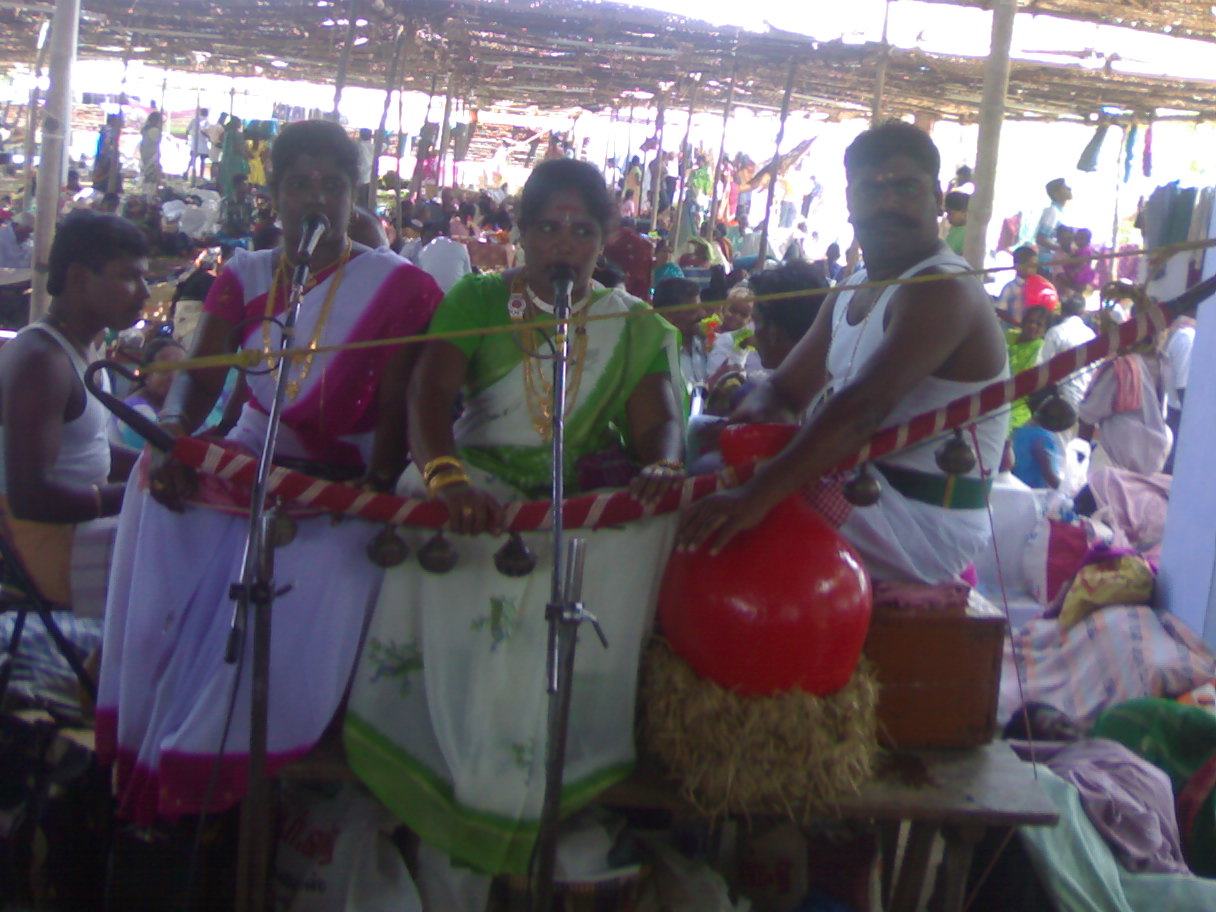
Villâdivâdyam en action

## Facture
Long de 240 cm, l'arc est en bois ou en métal. Il y a quelques cloches de bronze accrochées à lui. Il repose sur un grand pot en terracotta du genre de celui utilisé pour le ghatam.

## Jeu
On tient l'arc horizontalement sur la bouche ouverte du pot qui repose par terre. La corde est face au ciel. Deux chanteurs musiciens sont nécessaires pour en jouer :
- le premier maintient l'arc en place avec son coude passé entre l'arc et la corde ; avec la main droite, il frappe l'ouverture du pot à l'aide d'un éventail en bambou rigide, et avec la main gauche il frappe le côté du pot à l'aide d'une pièce de monnaie.
- le second (le soliste) frappe la corde à l'aide de deux baguettes de bambou munies d'anneaux ou de grelots.

Il est joué en ensemble avec un tambour udukkai, un pot ghata, deux cymbales jâlra et deux claves katta. Il accompagne le villuppattu ou villadichanpatte (« chant d'arc »), un genre de musique rituelle jouée dans les temples.

## Source
(en) S. Sadie, The New Grove Dictionary of Musical Instruments, Macmillan, London, 1985.